# Apia International Sydney 2012
Apia International Sydney 2012 - чоловічий і жіночий тенісний турнір, що проходив на відкритих кортах з твердим покриттямNSW Tennis Centre у Сіднеї (Австралія). Це був 120-й за ліком Apia International Sydney. Належав до категорії 250 у рамках Туру ATP 2012, а також категорії Premier у рамках Туру WTA 2012. Тривав з 8 до 15 січня 2012 року.
Через дощ змагання серед чоловіків у одиночному і парному розрядах перенесено з 14 січня на ранок 15 січня, за день до запланованого початку Відкритого чемпіонату Австралії.

## Учасники основної сітки в рамках чоловічого турніру

### Сіяні учасники
| Країна    | Гравець                | Рейтинг1 | Сіяний |
| --------- | ---------------------- | -------- | ------ |
| Аргентина | Хуан Мартін дель Потро | 11       | 1      |
| США       | Джон Ізнер             | 18       | 2      |
| Франція   | Рішар Гаске            | 19       | 3      |
| Іспанія   | Фелісіано Лопес        | 20       | 4      |
| Сербія    | Віктор Троїцький       | 22       | 5      |
| Німеччина | Флоріан Маєр           | 23       | 6      |
| Іспанія   | Марсель Гранольєрс     | 27       | 7      |
| Чехія     | Радек Штепанек         | 28       | 8      |
| Росія     | Алекс Богомолов мол.   | 34       | 9      |

|-
- 1 Рейтинг подано станом на 26 грудня 2011.[3]

### Інші учасники
Нижче наведено учасників, які отримали вайлдкард на участь в основній сітці:
- Джеймс Дакворт
- Меттью Ебден
- Ллейтон Г'юїтт[4]

Нижче наведено гравців, які пробились в основну сітку через стадію кваліфікації:
- Денис Істомін
- Яркко Ніємінен
- Боббі Рейнольдс
- Майкл Расселл

Нижче наведено гравців, які потрапили в основну сітку як щасливий лузер:
- Раян Світінг

### Відмовились від участі
- Флоріан Маєр (травма правого стегна)

## Учасники основної сітки в парному розряді

### Сіяні пари
| Країна   | Гравець            | Країна  | Гравець            | Рейтинг1 | Сіяний |
| -------- | ------------------ | ------- | ------------------ | -------- | ------ |
| США      | Боб Браян          | США     | Майк Браян         | 2        | 1      |
| Білорусь | Макс Мирний        | Канада  | Деніел Нестор      | 6        | 2      |
| Польща   | Маріуш Фирстенберг | Польща  | Марцін Матковський | 28       | 3      |
| Швеція   | Роберт Ліндстедт   | Румунія | Горія Текеу        | 28       | 4      |

- 1 Рейтинг подано станом на 26 грудня 2011

### Інші учасники
Нижче наведено пари, які отримали вайлдкард на участь в основній сітці:
- Меттью Ебден /  Яркко Ніємінен
- Колін Ебелтіт /  Марінко Матосевич

## Учасниці основної сітки в рамках жіночого турніру

### Сіяні пари
| Країна    | Гравчиня           | Рейтинг1 | Сіяна |
| --------- | ------------------ | -------- | ----- |
| Данія     | Каролін Возняцкі   | 1        | 1     |
| Чехія     | Петра Квітова      | 2        | 2     |
| Білорусь  | Вікторія Азаренко  | 3        | 3     |
| КНР       | Лі На              | 5        | 4     |
| Австралія | Саманта Стосур     | 6        | 5     |
| Росія     | Віра Звонарьова    | 7        | 6     |
| Польща    | Агнешка Радванська | 8        | 7     |
| Франція   | Маріон Бартолі     | 9        | 8     |

- 1 Рейтинг подано станом на 26 грудня 2011

### Інші учасниці
Нижче наведено учасниць, які отримали вайлдкард на участь в основній сітці:
- Єлена Докич[7]
- Ізабелла Голланд

Нижче наведено гравчинь, які пробились в основну сітку через стадію кваліфікації:
- Софія Арвідссон
- Мелінда Цінк
- Катерина Макарова
- Уршуля Радванська
- Шанелль Схеперс
- Стефані Фегеле

Нижче наведено гравчинь, які потрапили в основну сітку як щасливий лузер:
- Александра Дулгеру
- Полона Герцог

### Відмовились від участі
- Сабіне Лісіцкі (розтягнення м'язів живота)
- Флавія Пеннетта (травма спини)

### Знялись
- Юлія Гергес (вірусне захворювання)
- Світлана Кузнецова (тепловий удар)

## Учасниці основної сітки в парному розряді

### Сіяні пари
| Країна    | Гравчиня        | Країна   | Гравчиня           | Рейтинг1 | Сіяна |
| --------- | --------------- | -------- | ------------------ | -------- | ----- |
| Чехія     | Квета Пешке     | Словенія | Катарина Среботнік | 4        | 1     |
| США       | Лізель Губер    | США      | Ліза Реймонд       | 5        | 2     |
| Аргентина | Хісела Дулко    | Італія   | Флавія Пеннетта    | 17       | 3     |
| Росія     | Марія Кириленко | Росія    | Надія Петрова      | 20       | 4     |

- 1 Рейтинг подано станом на 26 грудня 2011

### Інші учасниці
Нижче наведено пари, які отримали вайлдкард на участь в основній сітці:
- Софія Арвідссон /  Єлена Докич
- Луціє Шафарова /  Віра Звонарьова

Нижче наведено пари, які отримали місце в основній сітці як заміни:
- Стефані Бенгсон /  Тайра Келдервуд
- Елені Даніліду /  Тамарін Танасугарн

### Відмовились від участі
- Юлія Гергес (вірусне захворювання)
- Агнешка Радванська

## Переможниці та фіналістки

### Одиночний розряд, чоловіки
Яркко Ніємінен —  Жульєн Беннето, 6–2, 7–5
- Для Ніємінена це був 1-й титул за рік і 2-й - за кар'єру.

### Одиночний розряд, жінки
Вікторія Азаренко —  Лі На, 6–2, 1–6, 6–3
- Для Азаренко це був 1-й титул за рік і 9-й — за кар'єру. Це був її 1-й титул Premier за сезон і 3-й - за кар'єру.

### Парний розряд, чоловіки
Боб Браян /  Майк Браян —  Меттью Ебден /  Яркко Ніємінен, 6–1, 6–4

### Парний розряд, жінки
Квета Пешке /  Катарина Среботнік —  Лізель Губер /  Ліза Реймонд, 6–1, 4–6, [13–11]